# Suite de Sheffer
En mathématiques, et plus précisément en combinatoire, une  suite de Sheffer, nommée d'après Isador M. Sheffer, est une  suite de polynômes satisfaisant à des  conditions permettant le calcul ombral.

## Définition
Soit pn une suite de polynômes (de variable x) telle que deg(pn) = n. On définit un opérateur linéaire Q par : Q pn(x) = npn–1(x) ; la famille des pn étant une base, ceci définit Q pour tous les polynômes.
La suite pn est une suite de Sheffer si Q est « invariant par translation », c'est-à-dire si f (x) = g(x + a) (pour tout x) entraîne (Qf)(x) = (Qg)(x + a), autrement dit si Q commute avec tous les opérateurs de translation (on dit qu'un tel Q est un delta opérateur (en)).

## Propriétés
L'ensemble des suites de Sheffer est un  groupe pour l'opération de composition ombrale[réf. souhaitée], définie de la manière suivante :  soit { pn(x) : n = 0, 1, 2, 3, … } et { qn(x) : n = 0, 1, 2, 3, … } deux suites polynomiales, avec 
{\displaystyle p_{n}(x)=\sum _{k=0}^{n}a_{n,k}x^{k}\ {\mbox{et}}\ q_{n}(x)=\sum _{k=0}^{n}b_{n,k}x^{k}.}
Alors leur composé ombral {\displaystyle p\circ q} est la suite polynomiale dont le n-ème  terme est
{\displaystyle (p\circ q)_{n}(x)=\sum _{k=0}^{n}a_{n,k}q_{k}(x)=\sum _{0\leq \ell \leq k\leq n}a_{n,k}b_{k,\ell }x^{\ell }}.
L'élément neutre de ce groupe est la base canonique des monômes {\displaystyle e_{n}(x)=x^{n}=\sum _{k=0}^{n}\delta _{n,k}x^{k}} (où {\displaystyle \delta } est le symbole delta de Kronecker).
Deux sous-groupes importants sont celui des suites d'Appell (contenant par exemple les polynômes d'Appell), pour lesquelles l'opérateur Q est la différentiation usuelle, et celui des suites de type binomial, qui sont celles  vérifiant l'identité
{\displaystyle p_{n}(x+y)=\sum _{k=0}^{n}{n \choose k}p_{k}(x)p_{n-k}(y).}
Une suite de Sheffer { pn(x): n = 0, 1, 2, ... } est de type binomial si et seulement si
{\displaystyle p_{0}(x)=1\,} et {\displaystyle p_{n}(0)=0{\mbox{ pour }}n\geq 1.\,}
Le groupe des suites d'Appell est abélien, et c'est un sous-groupe normal ; le groupe des suites de type binomial n'est ni abélien, ni normal. Le groupe des suites de Sheffer est le  produit semi-direct de ces deux sous-groupes ; il en résulte que chaque classe de suites de Sheffer suivant le groupe des suites d'Appell  contient exactement une suite de type binomial.
Si sn(x) est une suite de Sheffer et pn(x) est la suite de type binomial dans la même classe, alors
{\displaystyle s_{n}(x+y)=\sum _{k=0}^{n}{n \choose k}p_{k}(x)s_{n-k}(y).}
En particulier, si { sn(x) } est une suite d'Appell,
{\displaystyle s_{n}(x+y)=\sum _{k=0}^{n}{n \choose k}x^{k}s_{n-k}(y).}
Les suites des polynômes d'Hermite et des  polynômes de Bernoulli sont des exemples de suites d'Appell.
Une suite de Sheffer pn est caractérisée par sa série génératrice exponentielle
{\displaystyle \sum _{n=0}^{\infty }{\frac {p_{n}(x)}{n!}}t^{n}=A(t)\exp(xB(t))\,}
où A et B sont des séries formelles de puissances de t. Les suites de Sheffer sont ainsi des exemples de polynômes d'Appell généralisés et satisfont par conséquent à une relation de récurrence associée.

## Exemples
Parmi les suites de polynômes qui sont des suites de  Sheffer, on trouve  la suite des monômes {\displaystyle (x^{n})}, mais aussi :
- les polynômes d'Abel ;
- les polynômes de Bernoulli ;
- les polynômes d'Hermite ;
- les polynômes de Laguerre ;

ainsi que les polynômes de Mahler, les polynômes de Mott, etc.